# Astronomie galactică

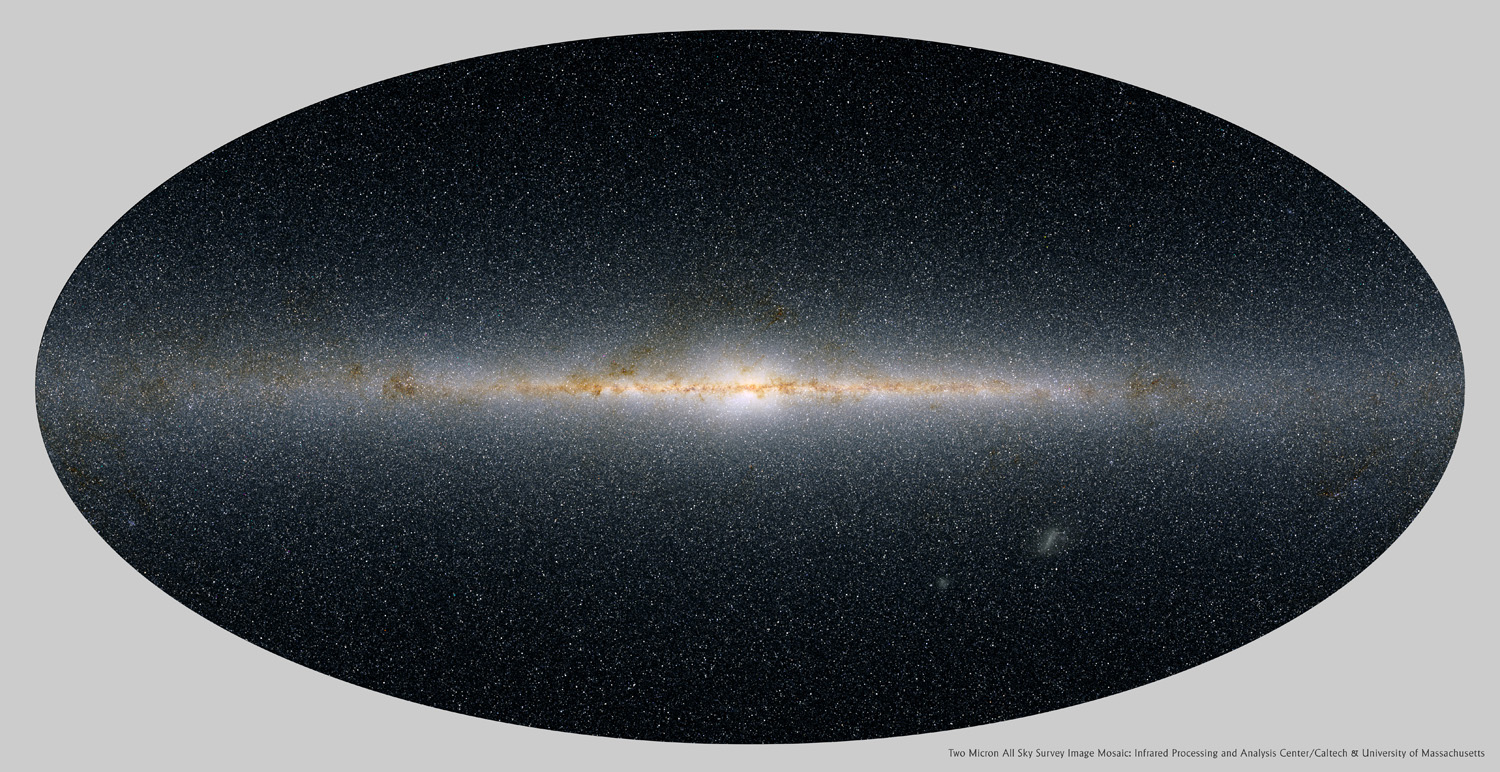
Calea Lactee, imagine în infraroșu realizată de Two Micron All-Sky Survey

Astronomia galactică este o ramură a astronomiei care se ocupă cu studiul obiectelor cosmice aflate în Galaxia Noastră. Denumirea se folosește în contrast cu cea de astronomie extragalactică care se ocupă cu studiul obiectelor cosmice aflate în afara galaxiei noastre.
Astronomia galactică nu trebuie confundată cu formarea și evoluția galaxiilor, care este studiul general al galaxiilor, formarea, structura, componentele, dinamica, interacțiunile și gama de forme pe care le iau. 
Galaxia Calea Lactee, în care aparține Sistemul Solar, este în multe privințe cea mai bine studiată galaxie, deși părți importante ale acesteia sunt ascunse din vedere în lungimi de undă vizibile de către regiunile de praf cosmic. Dezvoltarea astronomiei radio, a astronomiei în infraroșu și a astronomiei submilimetrice în secolul al XX-lea a permis gazului și prafului din Calea Lactee să fie cartografiate pentru prima dată.
Obiectele studiate pot fi:
- obiectele din Sistemul Solar
- stele din Galaxia Noastră
- exoplanete din Galaxia Noastră etc.

## Subcategorii
Un set standard de subcategorii este folosit de revistele astronomice pentru a împărți subiectul Astronomiei Galactice:
1. abundențe - studiul localizării elementelor mai grele decât heliul
2. bulb - studiul umflării în jurul centrului Calea Lactee
3. centru - studiul regiunii centrale a Calei Lactee
4. disc - studiul discului Calea Lactee (planul pe care sunt aliniate cele mai multe obiecte galactice)
5. evoluție - evoluția Calea Lactee
6. formarea - formarea Căii Lactee
7. parametrii fundamentali - parametrii fundamentali ai Calei Lactee (masă, mărime etc.)
8. cluster globular - roi globular din Calea Lactee
9. halou - halou mare în jurul Calea Lactee
10. cinematica și dinamica - mișcările de stele și clustere
11. nucleul - regiunea din jurul gaurii negre din centrul Calea Lactee (Sagetator A *)
12. clustere și asociații deschise - clustere deschise și asociații de stele
13. cartierul solar - vedetele din apropiere
14. conținut stelar - numere și tipuri de stele în Calea Lactee
15. structura - structura (brațele spirale etc.)